# چاه عمیق شماره ۲ شهید جلالی
چاه عمیق شماره ۲ شهید جلالی یک منطقهٔ مسکونی در ایران است که در دهستان تکاب کوه‌میش واقع شده‌است.